# Олімпійський комітет Іспанії

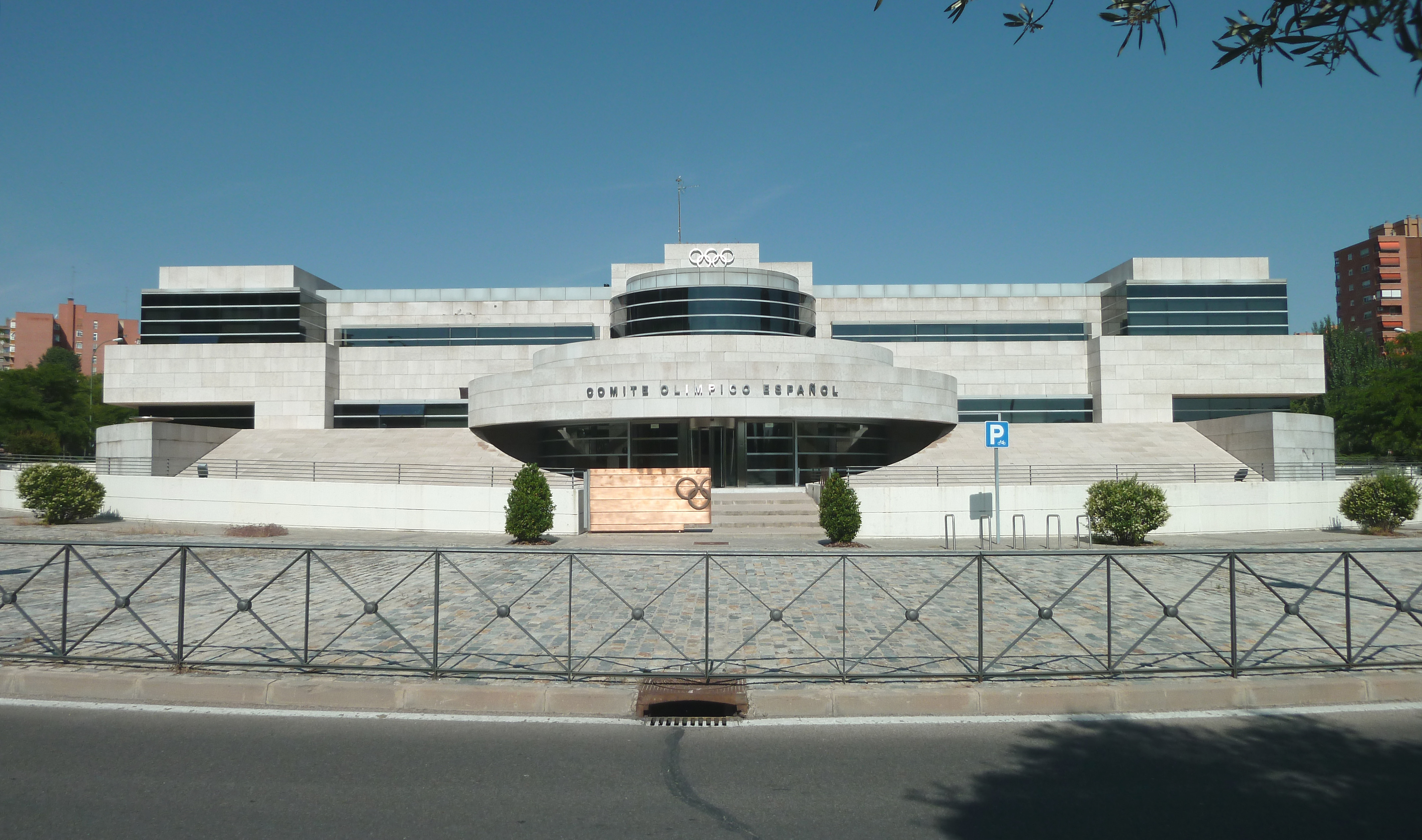
Іспанська олімпійський комітет, штаб-квартира у Мадриді.

Прапор Іспанського ОК, використовувався командою Іспанії на Літніх Олімпійських іграх 1980 року в Москві

Олімпійський комітет Іспанії (ісп. Comité Olímpico Español) — відповідальний іспанський орган, що забезпечує участь на Олімпійських іграх.

## Президенти Олімпійського комітету Іспанії
- 1905—1909 — Хуліо Урбіна Себальос
- 1909—1921 — Гонсало де Фігероа
- 1924—1926 — Сантьяго Гюель-і-Лопес
- 1926—1931 — Еусебіо Лопес
- 1933—1936 — Аугусто Пі Суньер
- 1941—1956 — Хосе Москардо Ітуарте, Граф Фортеці Толедо
- 1956—1967 — Хосе Антоніо Елола-Оласо
- 1967—1970 — Хуан Антоніо Самаранч
- 1970—1975 — Хуан Хіч Беч Кареда
- 1975—1976 — Томас Пелайо Ріс
- 1976—1980 — Беніто Кастехон Пас
- 1980—1983 — Ісус Ерміда Себреіро
- 1983—1984 — Рома Куіас Сол
- 1984—1987 — Альфонсо де Борбон, Герцог Кадіса
- 1987—1998 — Карлос Феррер Салат
- 1998—2002 — Альфредо Морено Гойенече
- 2002—2005 — Хосе Марія Ечеварріа і Артече
- 2005 — Алехандро Бланко Браво